# Rush Hour (serie de televisión)
Rush Hour es una serie de televisión policíaca desarrollada por Bill Lawrence y Blake McCormick, basada en la popular película del mismo nombre de 1998. Al igual que la franquicia fílmica, la serie narra las aventuras del detective Carter, un radical pero torpe agente de policía de Los Ángeles, y al detective Lee, un agente experto en artes marciales proveniente de Hong Kong, y la manera en la que conforman un dúo único para combatir el crimen en las calles de Los Ángeles. La CBS anunció el lanzamiento de la serie el 8 de mayo de 2015. Fue estrenada finalmente el 31 de marzo de 2016.
El 16 de mayo de 2016, CBS canceló la serie luego de una temporada. El 26 de mayo del mismo año la serie fue removida de la programación de la cadena; sin embargo, más tarde se anunció que el 23 de julio serían presentados los episodios restantes. El final de la serie fue emitido el 20 de agosto de 2016.

## Reparto

### Principal
- Justin Hires es el detective James Steven Carter,[1] basado en el personaje interpretado por Chris Tucker en la serie fílmica de Rush Hour.
- Jon Foo es el detective Jonathan Lee,[1] basado en el personaje interpretado por Jackie Chan en la mencionada serie fílmica.[5]
- Aimee Garcia es la sargento Didi Díaz.[1][6]
- Page Kennedy es Gerald Page.
- Wendie Malick es la capitana Lindsay Cole.[1]

### Recurrente
- Jessika Van es Kim Lee.
- Kirk Fox es el detective Don Ovan.
- Steele Gagnon es Derrick.
- Julianna Guill es Alice Rosenberger.
- Diedrich Bader es el agente Westhusing.
- Lyman Chen es el agente Joseph Yun.
- James Hong es el Dragón del Quantou.
- Byron Mann es Fong.

### Invitados notables
- Robyn Lively es la agente Myers.
- Lewis Tan es Cheng.
- Doug Savant es Ginardi.
- Vernee Watson es la abuela.
- Janel Parrish es Nina.